# Montenero Val Cocchiara

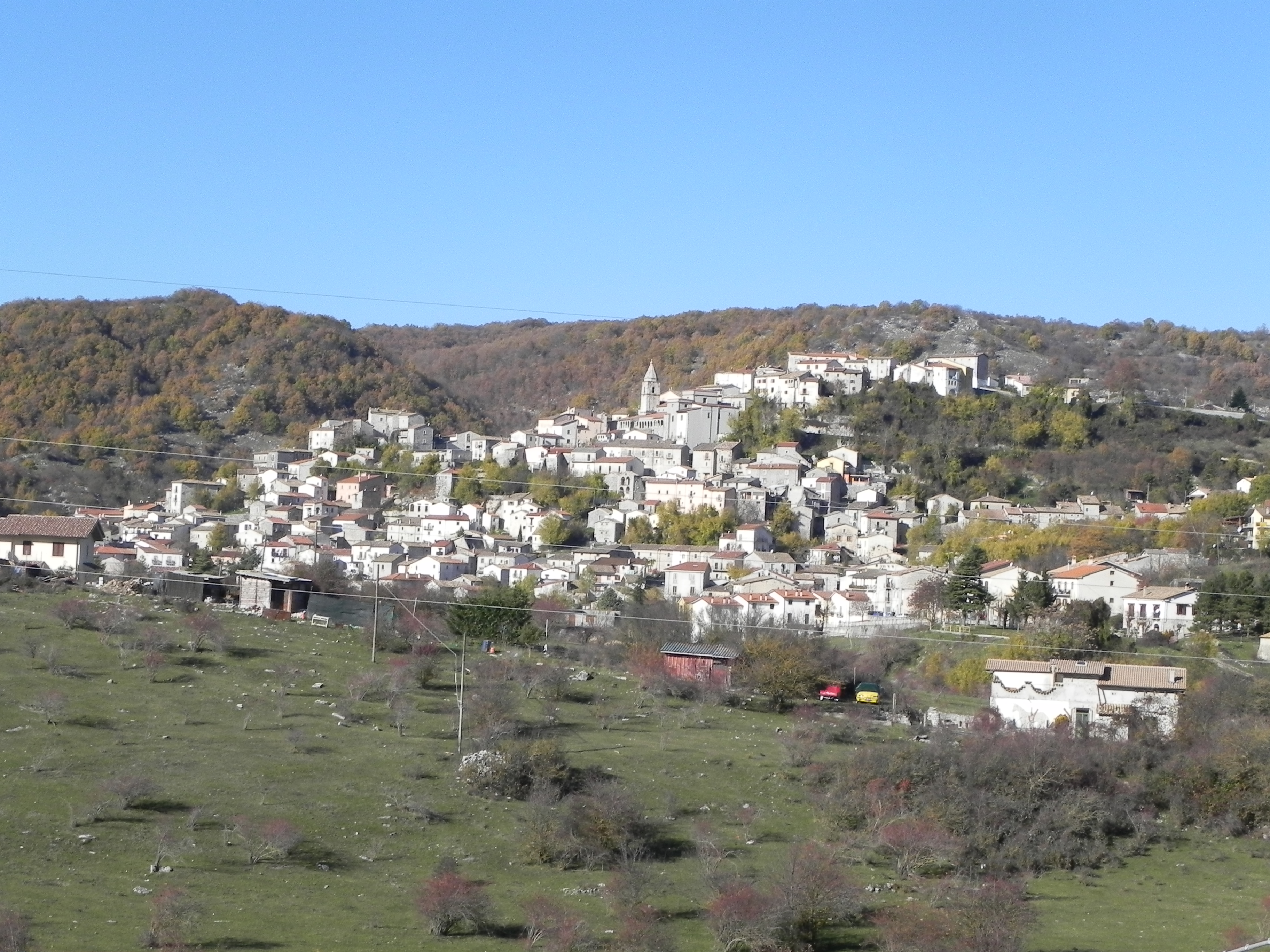
Blick auf Montenero Val Cocchiara

Montenero Val Cocchiara ist eine italienische Gemeinde (comune) in der Provinz Isernia in der Region Molise und hat 477 Einwohner (Stand 31. Dezember 2023). Die Gemeinde liegt etwa 19 Kilometer nordwestlich von Isernia und grenzt unmittelbar an die Provinz L’Aquila (Abruzzen).